# Olejua
Olejua è un comune spagnolo di 55 abitanti situato nella comunità autonoma della Navarra.